# Bettina Guemto-Michaelis
Pour les articles homonymes, voir Michaelis.
Bettina Guemto-Michaelis est une entrepreneuse camerounaise d'origine allemande.

## Biographie
Bettina Michaelis est d'origine allemande. Elle rencontre et épouse François Guemto, ingénieur en génie civil et le couple habite en Allemagne.

### Carrière
Attirés par une opportunité de marché de vente des serviettes brodées au Cameroun,  le couple s’installe au Cameroun. Ils mettent en place une entreprise de broderie avec une machine ménagère en 1998, la petite boutique imprimant et copiant avant de devenir Buetec. Seule à offrir ce service, l'entreprise devient rapidement leader sur le marché et doit augmenter sa capacité de production. 
En 2009, l'entreprise reçoit la visite du ministre camerounais de l'Emploi et de la formation professionnelle, Zacharie Pérevet. 
Des serviettes brodées, Buetec passe à la confection des uniformes, casquettes, tabliers, sacs, linge d’hôtels, tee-shirts et des polos avec du coton local. Avec un effectif de 130 salariés en 2017, elle est parmi les plus grands entrepreneurs, et seule société industrielle indépendante du secteur textile au Cameroun avec deux usines dont une de teinture.

### Famille
Bettina Guemto-Michaelis est mère de trois enfants.